# スコープ (プロジェクト管理)
プロジェクト管理においてスコープ（英: scope）とは、製品の定義された機能、またはプロジェクトを完了するために必要な作業の範囲のことである。範囲には、プロジェクトの開始に必要な情報と利害関係者の要件を満たす製品の機能の情報が含まれる。 
プロジェクトのスコープは、必要な作業と方法を対象としているが、製品のスコープは機能要件を対象としている。要件が完全に定義および記述されておらず、プロジェクトに効果的な変更管理がない場合、ある時点で要件の増加を制御できなくなる現象 (スコープ・クリープ、フィーチャー・クリープ)が発生する可能性がある。
スコープ管理 (scope management)とは、必要な品質と量、要件の変種に対して、時間とリソースを利用して合意した状態で、生産するアイテムまたは実行するタスクのリストと、変化する状況に対応して、動的で柔軟な配置転換による、これらの変数の制約の変更を行うことである。
プロジェクトの範囲を記載するスコープ・ステートメント (スコープ記述書)は、プロジェクトの開始時に、作業明細書 (SOW) 等の正式な文書を作成する前に作成するが、そこでは、プロジェクトで使われる製品、機能のリスト、利用ユーザー一覧などをとらえる必要がある。初期の時点での要件漏れを防ぐのが目的である。